# Олдершот Таун
«О́лдершот Та́ун» (англ. Aldershot Town Football Club) — английский профессиональный футбольный клуб из города Олдершот в графстве Гэмпшир, Юго-Восточная Англия. Основан в 1992 году.
В настоящее время выступает в Национальной лиге, пятом по значимости дивизионе в системе футбольных лиг Англии.

## История

### Образование и Истмийская лига
В марте 1992 года город Олдершот остался без футбольного клуба после того, как клуб «Олдершот» был расформирован, став первой командой Футбольной лиги со времен «Аккрингтон Стэнли» в 1962, что была расформирована посреди сезона. «Олдершот Таун» появился в этом же году и стал выступать в Третьем дивизионе Истмийской лиги. Несмотря на то, что команда выступала на 5 дивизионов ниже, чем до расформирования, посещаемость их первого домашнего матча была выше, чем последнего домашнего матча старой команды. Команда выдала серию из десяти побед подряд и обеспечила себе победу в чемпионате с 18 очковым преимуществом.
Дальнейшее повышение и четвертьфинал Вазы ФА были достигнуты в следующем сезоне. А в сезоне 1994/95 команда закончила чемпионат Первого дивизиона Истмийской лиги серией из шести побед подряд, но упустила повышение из-за худшей разницы забитых и пропущенных мячей, чем у «Чертси Таун». Посещаемость матчей «Олдершота» продолжала расти, и в последнем домашнем матче победного для клуба сезона 1997/98 игру посетили 4289 зрителей. Успех клуба с их тренером Джорджем Боргом продолжился завоеванием Кубка истмийской лиги, двумя победами в Кубке Хэмпшира и завоеванием второго места в Премьер дивизионе Истмийской лиги.
Резервная команда клуба была восстановлена в сезоне 2000/01 и вошла в Пригородную лигу (Suburban League). В Кубке Англии 2000/01 «Олдершот» встретился в первом раунде с командой футбольной лиги впервые с реорганизации клуба. При рекордных 7500 зрителях «Олдершот» дома проиграл «Брайтон энд Хоув Альбион» со счетом 2:6. В следующем сезоне команда встречалась в Кубке Англии с «Бристоль Роверс» в первом раунде, но после ничьей на домашнем стадионе уступила в переигровке в Бристоле.
Джордж Борг ушел с поста главного тренера команды в ноябре 2001 года под давлением фанатов, и на его место был назначен Терри Браун. Клуб в этом сезоне выиграл Кубок Хэмпшира, обыграв в финале «Хавант энд Уотерлувилл». В первом полноценном сезоне под руководством Брауна была затеяна капитальная перестройка команды, и это принесло успех — в середине ноября «Олдершот» поднялся на первое место в чемпионате и оставался там до конца сезона, завоевав право выступать в Национальной конференции в следующем сезоне. Также команда защитила свой титул обладателя Кубка Хэмпшира, победив в финале клуб «Башли» со счетом 2:1.

### Годы в Конференции
Первую игру на новом для команды уровне посетили 3680 болельщиков, и игроки их не разочаровали: была достигнута победа 2:1 над клубом «Аккрингтон Стэнли». Клуб достиг лучшего результата в Кубке Англии, дойдя до второго раунда, где проиграл в гостях «Колчестер Юнайтед». Команда также впервые вышла в полуфинал ФА Трофи, где уступила будущим победителям — клубу «Хенсфорд Таун». Средняя посещаемость игр на Рекреэйшн граунд по итогам сезона составила рекордные 3303 зрителя.
Ничья 1:1 в последнем туре с командой «Тамуэрт» вывела «Олдершот» в плей-офф за право выступать в Футбольной лиге. По итогам двухматчевого полуфинала с фаворитом «Херефорд Юнайтед» сохранялась ничья, и все решалось в серии пенальти, где Олдершот оказался удачливее, победив 4:2. В финале плей-офф 2004 года «Олдершот» встречался с клубом «Шрусбери Таун», матч закончился вничью 1:1 в основное и дополнительное время, и опять предстояло бить серию пенальти. «Олдершот» проиграл 0:3 и остался в Конференции на следующий сезон.
В мае 2004 года чиновники клуба заявили, что «Олдершот» станет полностью профессиональным клубом в конце сезона 2004/05. В Кубке Англии «Олдершот» вновь дошел до второго раунда, проиграв там клубу «Хартлпул Юнайтед» со счетом 5:1. В чемпионате, после не очень хорошего старта, команда смогла попасть в зону плей-офф. В полуфинальном матче Олдершот встречался с «Карлайл Юнайтед», по сумме двух встреч была зафиксирована ничья 2:2, а в серии пенальти «Карлайл» оказался сильнее.
Следующие два сезона оказались менее успешными для команды. В сезоне 2005/06 многочисленные травмы игроков основного состава не позволили клубу бороться за высокие места в чемпионате, и как итог — 13 место в середине таблицы. В Кубке Англии команда выбыла во втором раунде, проиграв «Сканторп Юнайтед» дома со счетом 1:0. В следующем сезоне команда финишировала на 9 месте в 13 очках от зоны плей-офф. А в Кубке Англии клуб впервые вышел в третий раунд, где уступил в гостях «Блэкпулу» со счетом 4:2.

#### Повышение в Футбольную лигу
В мае 2007 года Гэри Уоддок был назначен на пост главного тренера. «Олдершот» начали сезон очень неплохо, проиграв до конца года всего несколько игр. Джонни Диксон был продан в клуб «Брайтон энд Хоув Альбион» в зимнее трасферное окно за рекордные для клуба 56 000 фунтов. Шотс финишировали на 1 месте в Национальной Конференции с рекордными 101 очками и повысились в футбольную лигу впервые с момента реорганизации, закончив сезон 18-ти матчевой беспроигрышной серией.
«Олдершот» также вышел в финал Кубка Конференции после победы над своими ближайшими соседями из клуба «Уокинг» в полуфинале. В финале, игравшемся на Рекриэйшн Граунд 3 апреля, против команды «Рашден энд Даймондс» основное время закончилось со счетом 1:1, а дополнительное — со счетом 3:3. «Олдершот» победил в серии пенальти 4:3.

### Футбольная лига
Шестнадцать лет спустя соревнования Футбольной лиги вновь вернулись в город Олдершот. Клуб сохранил многих из тех, кто ковал успех команды в Конференции, а также точечно усилился, в том числе и арендованными игроками. Гэри Уэддок и Мартин Кул, также остались тренировать команду, подписав новые трехлетние контракты. Джоел Грант был продан в команду Кру Александра за 130 000 фунтов, установив новый рекорд клуба по трансферам. В первом туре была сразу одержана первая победа в Футбольной лиге 1:0 над клубом Аккрингтон Стэнли. 4 дня спустя, в гостевом матче Кубка Футбольной лиги против Ковентри Сити, случилось и первое поражение Олдершота в Футбольной лиге. Матч был проигран со счетом 3:1. В первом своем сезоне в Футбольной лиге команда финишировала на пятнадцатом месте.
В ходе сезона 2009/10 главный тренер клуба и его ассистент приняли предложение перейти в «Уиком Уондерерс». Джейсон Додд был назначен исполняющим обязанности главного тренера до того, как бывший тренер «Рединга» Кевин Диллон был назначен главным тренером команды в ноябре 2009 года. Два дня спустя Диллон назначил своим помощником Гэри Оуэрса. Под их руководством Олдершот завершил сезон на высоком шестом месте, что позволило команде принять участие в играх плей-офф за право повышения в Первую лигу, где команда проиграла 3:0 по сумме двух матчей клубу Ротерем Юнайтед.
В январе 2011 года Диллон и Оуэрс покинули клуб по обоюдному согласию после того, как команда занимала 20 место, выиграв только 6 игр из последних 22-х. На место Диллона был назначен тренер «Ньюпорт Каунти» Дин Холдсворт. Он сумел спасти команду от вылета, она проиграла только 4 матча до конца сезона. «Олдершот» в сезоне 2011/12 финишировал в лиге на 11 месте, а хорошее выступление в Кубке Лиги позволило болельщикам клуба увидеть, как их команда принимает в гостях «Манчестер Юнайтед». Холдсворт был уволен 20 февраля 2013 года после того, как команда находилась на тот момент на 20 месте в таблице чемпионата.

### Внешнее управление и возвращение в Конференцию
1 мая 2013 года клуб объявил, что столкнулся с финансовыми трудностями, а зарплата игрокам не выплачена. Исполнительный директор Эндрю Майлс заявил о своей отставке в связи с тем, что, по его словам, главный акционер клуба не может финансировать эту должность. Директор Тони Найтс признал, что клуб «кровоточит деньгами». 2 мая 2013 года, всего через пять дней после вылета команды из Футбольной лиги, в клубе было официально введено внешнее управление. Клуб имел долги более одного миллиона фунтов.
1 августа 2013 года «Олдершот Таун» объявил о передаче клуба консорциуму во главе с бывшим президентом клуба Шахидом Азимом. Также было объявлено о заключении выгодной сделки с клубом «Челси» и о проведении ряда матчей с Академией Челси и резервной командой в течение следующих двух лет.

## Состав[22]
| №  | Игрок              | Национальность    | Позиция      |
| -- | ------------------ | ----------------- | ------------ |
| 1  | Мич Уолкер         | Англия            | Вратарь      |
| 3  | Льюис Кинселла     | Ирландия          | Защитник     |
| 6  | Коди Лионс-Фостер  | Англия            | Защитник     |
| 15 | Алекс Финней       | Англия            | Защитник     |
| 23 | Жан-Ив Куэ Ньят    | Франция           | Защитник     |
| 20 | Этан Числетт       | Англия            | Полузащитник |
| 4  | Дин Рэнс           | Англия            | Полузащитник |
| 2  | Робби Тинклер      | Англия            | Полузащитник |
| 7  | Алефе Сантос       | Бразилия          | Полузащитник |
| 12 | Элфи Уиттингхэм    | Англия            | Полузащитник |
| 16 | Джордж Фаулер      | Англия            | Полузащитник |
| 8  | Джеймс Раув        | Англия            | Полузащитник |
| 14 | Янни Дре           | Франция           | Полузащитник |
| 22 | Гарри Тейлор       | Англия            | Полузащитник |
| 11 | Гарри Панайоту     | Сент-Китс и Невис | Нападающий   |
| 9  | Самир Малингс      | Англия            | Нападающий   |
| 10 | Коннор Шилдс       | Шотландия         | Нападающий   |
| 19 | Мохаммед Беттамер  | Ливия             | Нападающий   |
| 24 | Льюис Уолкер       | Англия            | Нападающий   |
| 26 | Крэг Теннер        | Англия            | Нападающий   |
| 17 | Жулиано ван Велзен | Нидерланды        | Нападающий   |
| 25 | Рис Грант          | Англия            | Нападающий   |
| 33 | Миллер Грант       | Англия            | Нападающий   |

## Рекорды и достижения

### Достижения
- Вторая лига, плей-офф:
  - Полуфиналист: 2009/10
- Конференция:
  - Победитель: 2007/08
- Конференция, плей-офф:
  - Финалист: 2003/04
  - Полуфиналист: 2004/05
- Кубок Футбольной Конференции:
  - Победитель: 2007/08
- Истмийская футбольная лига Премьер дивизион:
  - Победитель: 2002/03
- Истмийская футбольная лига Первый дивизион:
  - Победитель: 1997/98
- Истмийская футбольная лига Третий дивизион:
  - Победитель: 1992/93
- Кубок Хэмпшира:
  - Победитель (5): 1998/99, 1999/2000, 2001/02, 2002/03, 2006/07

#### Рекорды
Лучшее выступление в:
- Кубке Англии
  - Четвёртый раунд (1/16 финала), 2012/13
- Кубок Футбольной лиги
  - Четвёртый раунд, 2011/12
- Трофей Футбольной лиги
  - Второй раунд, 2009/10, 2010/11
- ФА Трофи
  - Полуфиналист, 2003/04, 2007/08
- Кубок Футбольной Конференции
  - Победитель, 2007/08
- Чаша Футбольной Ассоциации
  - Четвертьфиналисты 1993/94